# ماریچن وسلاو
ماریچن وسلاو (به انگلیسی: Mariechen Wehselau) (زادهٔ ۱۵ مهٔ ۱۹۰۶ – درگذشته ۱۲ ژوئیه ۱۹۹۲) شناگر اهل ایالات متحده آمریکا بود.